# ساندي ماير
ساندي ماير (بالإنجليزية: Sandy Mayer)‏ مواليد 5 أبريل 1952 في كوينز، الولايات المتحدة، هو لاعب كرة مضرب أمريكي سابق بدأ مسيرته كمحترف سنة 1972 وكان يلعب باليد اليمنى، اعتزل اللعب في 1986. كما أنه أحد أبطال الجراند سلام. أعلى تصنيف له في الفردي كان المركز الـ 7 في سنة 1984.

## بطولات حققها
- دورة رولان غاروس الدولية

## روابط خارجية
- ساندي ماير على موقع رابطة محترفي التنس (الإنجليزية)
- ساندي ماير على موقع الاتحاد الدولي لكرة المضرب (الإنجليزية)
- ساندي ماير على موقع خلاصة التنس.كوم (الإنجليزية)